# Нікулін Максим Юрійович
Максим Юрійович Нікулін (нар.. 15 листопада 1956, Москва, СРСР) — радянський і російський журналіст і телеведучий, генеральний директор і художній керівник Московського цирку на Цвітному бульварі. Син актора Юрія Нікуліна.
З 7 січня 2023 року перебуває під санкціями РНБО за антиукраїнську діяльність. Відкрито підтримує путіна, також незаконно перетинав кордон України та здійснював незаконну гастрольну діяльність на території Криму.

## Походження
Дідусь по батькові — Володимир Андрійович Нікулін (1898–1964), демобілізувавшись з Червоної Армії та закінчивши курси Політпросвіту, влаштувався до драматичного театру в Демидові. У Демидові дід організував «Теревьюм» — пересувний театр революційного гумору, де сам ставив вистави та багато грав. Також організував та тренував першу в місті футбольну команду, у Москві писав інтермедії, конферанси та репризи для естради, цирку, працював у газетах «Известия» та «Гудок», вів драматичний гурток, у школі, в якій навчався його син Юрій Нікулін.
Бабуся по батьковій лінії — Лідія Іванівна Нікуліна (до шлюбу Германова) (1902–1979) — в дитинстві проживала в місті Лівани, батько бабусі був начальником пошти, працювала акторкою в драматичному театрі в Демидові, до війни була жінкою повною, після війни схудла і стала сивою, у роки німецько-радянської війни рила окопи під Москвою, працювала на евакопункті санітаркою, після війни працювала диспетчером на «Швидкій допомозі», де працювала до пенсії.
Прадід по матері був земським діячем, депутатом Державної думи I скликання від міста Воронежа Петро Якович Ростовцев (1863—1929)?).
Бабуся по материній лінії — Марія Петрівна Покровська (дівоче — Ростовцева) (1898-?), стенографістка та друкарка в інституті Червоної Професури.
Дідусь по матері — журналіст Микола Покровський.
Батько — Юрій Нікулін (18 грудня 1921 — 21 серпня 1997), знаменитий клоун, популярний актор кіно. Директор цирку на Цвєтному Бульварі (1982—1997)
Мати — Тетяна Миколаївна Нікуліна (Покровська) (14 грудня 1929 — 26 жовтня 2014) — артистка цирку.
Троюрідний брат — кінокритик Карахан Лев Маратович.

## Біографія
Народився 15 листопада 1956 року у місті Москва.

Чесно скажу, вихованням моїм тато зовсім не займався та й мама епізодично. Але, незважаючи на їхні постійні від'їзди, я не мав комплексу покинутої дитини. Залишаючись із бабусею, я з раннього дитинства розумів, що у батьків така робота. І потім, вони весь час передавали за оказії посилки, листи слали, батько малював мені кумедні комікси, картинки… Та й телефонували постійно, примудрялися навіть з Америки та з Японії, хоча це коштувало божевільних грошей.
— 
У 11-річному віці знявся у фільмі «Діамантова рука», в якому головну роль грав його батько. Він грав хлопчика з сачком, який йде мілководдям, поки його не наздоганяє і не зіштовхує у воду стусаном Геннадій Козодоєв, якого грав Андрій Миронов. Чекаючи на удар від Миронова, сам заздалегідь падав у воду і зіпсував кілька дублів. Тоді режисер фільму, Леонід Гайдай, пішов на хитрість: він сказав хлопцеві, що штовхати його Миронов більше не буде, а Миронова потихеньку попросив ударити сильніше. У результаті отримав сильний і несподіваний стусан під зад і впав у воду. Цей дубль виявився вдалим і потрапив до фільма, а Максим Никулин сильно образився на Миронова.
1972 року вступив на факультет журналістики МДУ, закінчив його в 1981 році.
З 1974 року — кореспондент газети «Московський комсомолець». З 1976 року працював у «Последних известиях» Головної редакції всесоюзної радіостанції «Маяк».
З 1986 року працював на Центральному телебаченні, в редакції інформації, у програмі «Час», був ведучим програми «Ранок» (зараз ранковий телеканал «Доброго ранку»).
З 1993 року працював у Московському цирку на Цветному бульварі на посаді директора-розпорядника.
У серпні 1997 року після смерті батька зайняв його місце, ставши генеральним директором та художнім керівником Московського цирку на Цветному бульварі, який був названий ім'ям Юрія Нікуліна.
З 2000 до 2003 року працював ведучим програми «Мій цирк» на каналі «Культура».
З 30 жовтня 2003 по 16 грудня 2004 року — ведучий програму про цирк «Форганг» на Першому каналі.

## Нагороди та визнання
- Орден Пошани (26 грудня 2016 року) — за заслуги у розвитку вітчизняної культури та мистецтва, багаторічну плідну діяльність[12][13].
- Орден Дружби (13 листопада 2006 року) — за великий внесок у розвиток вітчизняного циркового мистецтва та багаторічну творчу діяльність[14].
- Член правління Творчого союзу циркових діячів Росії.
- Академік Національної академії циркового мистецтва.
- Кавалер-лицар Ордену Командорського хреста Бельгійського королівського товариства підтримки інновацій та винаходів.

## Санкції
7 січня 2023 року, через вторгнення Росії в Україну, внесений до списку санкцій України, передбачається блокування активів на території країни, припинення виконання економічних і фінансових зобов'язань, припинення культурних обмінів і співпраці, позбавлення українських держнагород.

## Скандали
Восени 2024 року Нікуліна включили до складу журі конкурсу циркового мистецтва Salieri Circus Award в Італії, незважаючи на відкриту підтримку ним війни в Україні і пільги для «учасників СВО» в цирку. Українська артистка Анна Петренко в знак протесту замість виступу вийшла з українським прапором і роздала глядачам листівки з написом «Нікулін підтримує вторгнення в Україну». В результаті Петренко була дискваліфікована, а Нікулін продовжив свою роботу в складі журі.

## Особисте життя
Був одружений тричі.
Перший раз одружився у 18-річному віці, але вже через рік розлучився. Дітей у цьому шлюбі не було.
У шлюбі з другою дружиною народилася донька Марія (нар. 26 грудня 1981) — лікар- нейрохірург, живе з чоловіком Домініком Востраком та двома дочками Вікторією та Валентиною в Мюнхені.
Третя дружина — Марія Станіславівна Нікуліна (нар. 12 серпня 1964) — займалася туристичним бізнесом. Син Юрій Нікулін (нар. 29 травня 1986) закінчив Школу-студію МХАТ, керівник відділу реклами та спецпроєктів Московського цирку Нікуліна на Цветному бульварі, одружений з Анастасією, онук Станіслав (нар. 2009), онука Софія (нар 2015). Син Максим Нікулін (нар. 13 листопада 1988) закінчив Школу-студію МХАТ, заступник керівника закордонного гастрольного відділу, одружений з Тетяною, внучка Ганна (нар. 07.2017).

## Фільмографія
У дитинстві знявся у двох художніх фільмах:

| Рік  |   | Назва             | Роль                    |    |
| ---- | - | ----------------- | ----------------------- | -- |
| 1968 | ф | «Діамантова рука» | хлопчик, що йде по воді | ру |
| 1972 | ф | «Тут... недалеко» | школяр                  | ру |